# Critical Mass (groupe)
Pour les articles homonymes, voir Critical Mass.
Critical Mass est un groupe de happy hardcore néerlandais. Il est formé en 1993 par Ed Bout et Dave van Hasselaar. Pendant son existence, Critical Mass a eu son heure de gloire au milieu des années 1990. Le groupe est considéré et cité par la presse spécialisée comme l'un, ou le meilleur dans le genre happy hardcore,,.

## Biographie
Critical Mass est formé en 1993 par Ed Bout et Dave van Hasselaar. Peu de temps après, ils recrutent la chanteuse Ludmilla Odijk, et le rappeur Danny Haenraets (MC Energy). Ils sont à l'origine des plus gros succès happy hardcore, avec Dancin' Together, Burnin' Love, Believe in the Future, mais surtout Happy Generation, véritable hymne du mouvement happy. Malgré leur succès aux Pays-Bas, ils n'arrivent pas à s'exporter ; à cette période, leur label, ID&T, est encore un label indépendant peu habitué au marketing à cette époque.
Le groupe décide alors de changer de label, et part en Belgique, chez Byte Records où ils sortent des titres plus axés Eurodance, dont In Your Eyes, qui aura un succès limité à l'Europe du Nord. Déçus, les membres du groupe reviennent au gabber en 1999 et se séparent la même année. Malgré le succès tardif de In Your Eyes (remix de In Your Eyes, sorti en 2002) en Espagne, le groupe ne se reforme pas.

## Discographie
- 1993 : Critical Mass (Dance International Records)
- 1994 : Psychotic Break (Remixes) (Kickin Records)
- 1995 : Dancing Together
- 1995 : Happy Hardcore / Thunderdome "The Awards" Entry Ticket (CD, single, Ltd) (ID&T)
- 1995 : Believe in the Future (single) (Pengo Records)
- 1995 : Burnin Love (Pengo Records)
- 1997 : Together in Dreams (ID&T)
- 1998 : In Your Eyes (Byte Records)